# Мидлтаун (Ајова)
Мидлтаун (енгл. Middletown) град је у америчкој савезној држави Ајова. По попису становништва из 2010. у њему је живело 318 становника.

## Демографија
Према попису становништва из 2010. у граду је живело 318 становника, што је -217 (-40.6%) становника више него 2000. године.
| Група             | 2000.       | 2010.       |
| Белци             | 494 (92,3%) | 299 (94,0%) |
| Афроамериканци    | 14 (2,6%)   | 5 (1,6%)    |
| Азијати           | 7 (1,3%)    | 5 (1,6%)    |
| Хиспаноамериканци | 13 (2,4%)   | 4 (1,3%)    |
| Укупно            | 535         | 318         |